# Żdżar (województwo mazowieckie)
Żdżar – wieś w Polsce położona w województwie mazowieckim, w powiecie siedleckim, w gminie Kotuń. Ma status sołectwa.
Wierni Kościoła rzymskokatolickiego należą do parafii św. Aleksego w Oleksinie.
| SIMC    | Nazwa   | Rodzaj    |
| ------- | ------- | --------- |
| 0676909 | Kuźnica | część wsi |

W latach 1975–1998 miejscowość administracyjnie należała do województwa siedleckiego.